# Врачански карст
Врачански карст е резерват в природен парк „Врачански Балкан“, Стара планина, България.

## Основаване и статут
Обявен е за резерват с обща площ 1438,9 хектара със Заповед No.854 на Комитета за опазване на природната среда при Министерски съвет от 10 август 1983 година, създаден да запази живописния и типичен за тези места карстов терен с разнообразни геоморфоложки образувания, уникална пещерна фауна, субмедитеранска флора и много реликтни видове. Обликът на горските насаждения се определя от келявия габър, обикновения габър, мъждряна, бука, полския клен, черния бор и др.

## География
Обхваща северните, предимно скалисти склонове на Врачанската планина в района на Базовския и Стрешерския дялове. Разположен е между края на каменната кариера край село Паволче и пещерата Змеюва дупка, в подножието на Биволарски и Кърнов връх във Врачанската планина. Разделен е почти симетрично от река Лева на две части. От каменната кариера до прохода Вратцата се простира Базовският дял на резервата, а вторият – Стрешерският, се разполага от прохода Вратцата до Кърнов връх. Надморската височина варира в диапазона от 250 до 850 м.
„Врачански карст“ е създаден, за да запази живописният и типичен за тези места карстов релеф с разнообразните геоморфоложки образувания, уникалната пещерна фауна, субмедитеранската флора и многото реликтни видове, които са охранявани по Закона за биологичното разнообразие, а някои са включени в Червената книга на България.
С резервата са свързани множество забележителни природни обекти – масивната отвесна скала Скакля и едноименният водопад, живописното ждрело на р. Лева (Вратцата), пещерата Змейова дупка и близката пещера Леденика, а също така и историческото място Вола.

## Флора
В него са разпространени множество реликтни, ендемични и застрашени растителни видове. Срещат се кокиче, самодивско лале, горска съсънка. Типичен представител е българският ендемит келереров кентрантус.
Характерните растителни видове за региона са келяв габър, обикновен габър, мъждрян, полски ясен.

## Фауна
От животинските видове са разпространени гарван гробар, египетски лешояд,
черен щъркел, жълтоклюна чавка, алпийски бързолет.
Животинският свят е представен от доминиращо разнообразие на птици, влечуги и дребни бозайници.